# قوانین جدید برای تجارت دریایی
قوانین جدید برای تجارت دریایی (به ژاپنی: 海舶互市新例 かいはくごししんれい)، این قانونی بود که توسط آرای هاکوسکی در ۱۴ فوریه ۱۷۱۵ (پنجمین سال شوتوکو (دوره)) برای محدود کردن میزان تجارت بین‌المللی وضع شد. همچنین به آن قانون جدید ناگاساکی و قانون جدید شوتوکو نیز گفته می‌شود.